# Harriette Chick

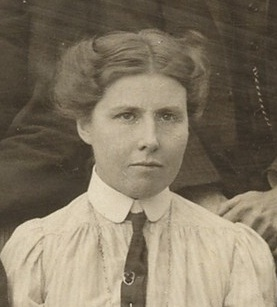
Harriette Chick, 1907

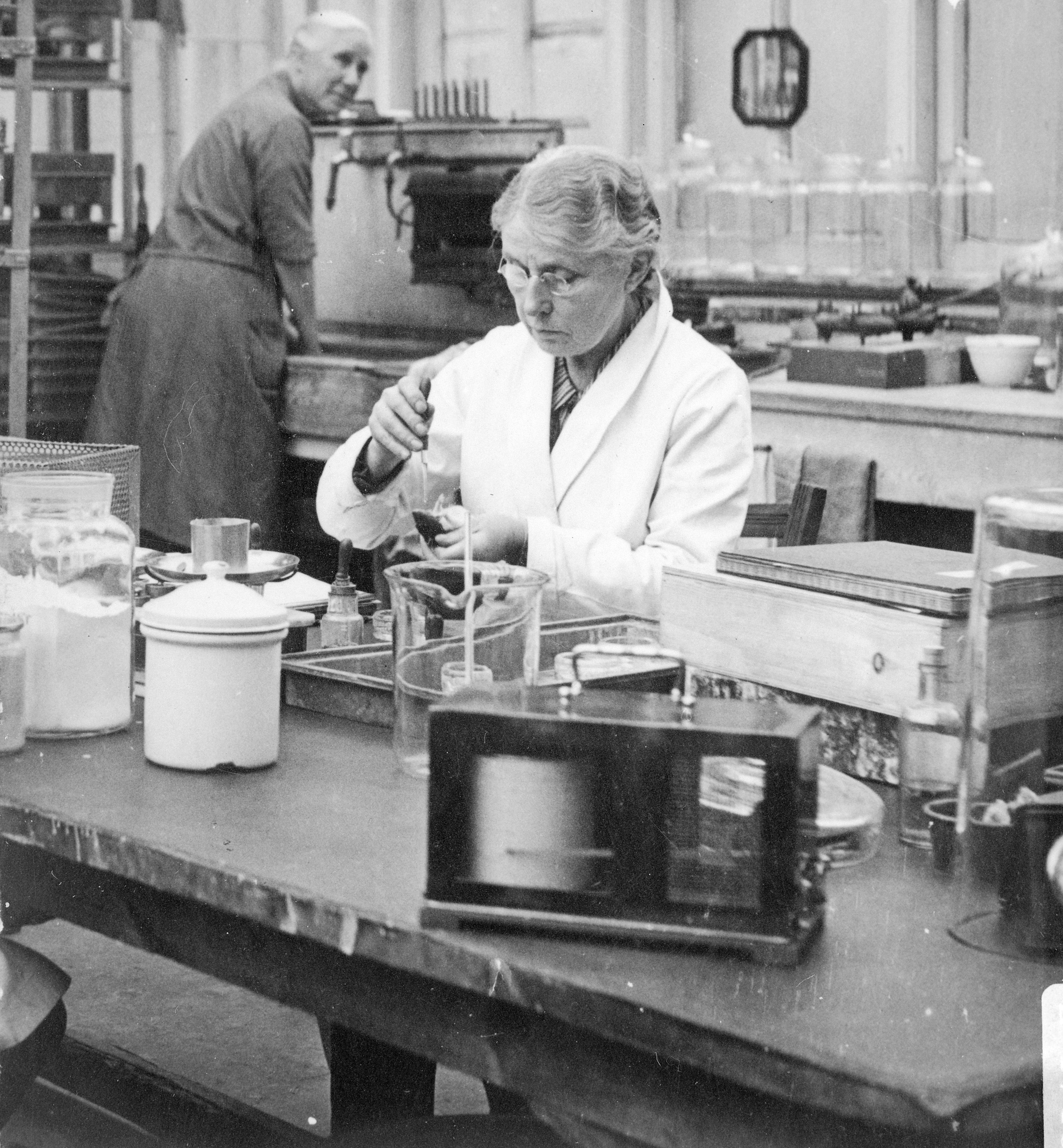
Hariette Chick im Wintergarten-Tierhaus im Roebuck House

Dame Harriette Chick, DBE  (* 6. Januar 1875 in London; † 9. Juli 1977 in Cambridge, England) war eine britische Mikrobiologin und Ernährungswissenschaftlerin. 1913 war sie eine der ersten drei Frauen, die nach der Änderung der Richtlinien zur Aufnahme von Frauen in die Biochemical Society aufgenommen wurden.

## Leben und Werk
Chick war das fünfte Kind von sieben Töchtern und vier Söhnen von Samuel Chick und Emma Hooley. Sie besuchte wie auch ihre Schwestern (darunter die spätere Statistikerin Frances Wood) die Mädchenschule Notting Hill High School, die für ihren naturwissenschaftlichen Unterricht bekannt war. 1894 studierte sie Naturwissenschaften am University College London. Während ihres Studiums am University College London erhielt Chick 1894, 1895 und 1896 Preise für Botanik. Eine Auszeichnung ermöglichte ihr von 1898 bis 1901 mit Max von Gruber am Institut für Hygiene in Wien und mit Rubert Boyce am University College in Liverpool zu forschen. 1902 wurde sie zur Chefbakteriologin der Royal Commission on Sewage Disposal ernannt. 1903 kehrte sie zu Gruber zurück, der 1902 Ordinarius für Hygiene am Hygiene-Institut in München geworden war. 1904 promovierte sie an der London University in Bakteriologie. 

### Forschung am Lister Institute

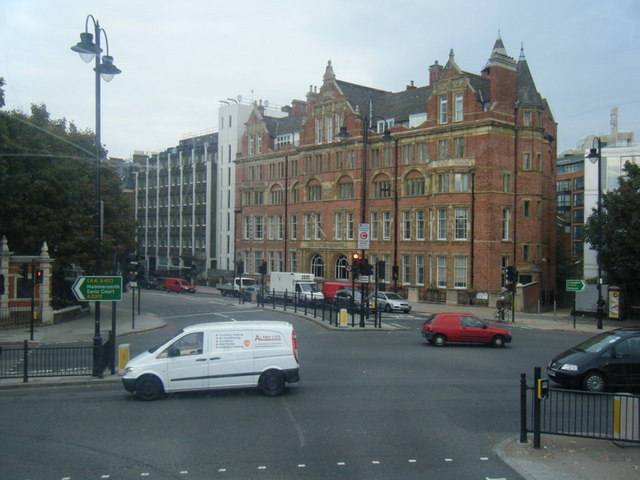
Das frühere Lister Institut, heute das Lister Hospital, Chelsea Bridge Road

1905 bewarb sie sich auf Vorschlag von Charles Scott Sherrington um das Jenner Memorial Research Stipendium am Lister Institute. Sie erhielt als erste Frau eine Stelle am Lister Institute of Preventive Medicine in London, welches zu der Zeit das einzige medizinische Forschungsinstitut in Großbritannien war. Charles James Martin wurde 1903 zum ersten Direktor ernannt und Chick arbeitete als Assistentin mit ihm in seinem Labor. Ihre erste Aufgabe bestand darin, bessere Methoden zur Messung der relativen biologischen Wirksamkeit verschiedener Desinfektionsmittel zu entwickeln. Sie formulierte 1908 das Chick-Gesetz, das die Beziehung zwischen der Abtötungseffizienz von Organismen und der Kontaktzeit mit einem Desinfektionsmittel aufzeigt. Das Chicksche Gesetz wurde 1908 von Herbert Edmeston Watson geändert, um den Koeffizienten der spezifischen Letalität einzuschließen. Die Chick-Watson-Gleichung wird heute noch verwendet. Ein neuer Test für die Wirksamkeit von Desinfektionsmitteln wurde ebenfalls entwickelt und nach den beiden Mitarbeitern Chick-Martin-Test benannt. Es folgten grundlegende Arbeiten zur Koagulation von Serumglobulinen durch Hitze und Chemikalien, um zu untersuchen, ob die Inaktivierung von Mikroorganismen durch die Denaturierung ihrer Proteine erklärt werden konnte. Anschließend arbeitete sie mit Martin an einem Projekt im Zusammenhang mit seinen Studien zu den Ausbrüchen der Beulenpest in Indien.
Mit dem Ausbruch des Ersten Weltkriegs im August 1914 meldete sich das gesamte Personal freiwillig bei der medizinischen Abteilung der Armee und die medizinisch qualifizierten Männer wurden nach Übersee entsandt. Chick wurde zunächst mit Muriel Robertson beauftragt, Tetanus-Antitoxin für die Armee zu testen und abzufüllen und dann agglutinierende Seren für die Diagnose von Krankheiten vorzubereiten.

### Vitaminreiche Nahrungsergänzungsmittel für Militärrationen
1916 arbeitete Martin im Nahen Osten in einem Militärkrankenhaus und sah Fälle von Skorbut und Beriberi, von denen er glaubte, dass sie auf die eingeschränkte Auswahl an Nahrungsmitteln in den Armeerationen zurückzuführen waren. Er schickte eine Nachricht an Chick und bat sie, Tierfütterungsversuche zu organisieren, um festzustellen, welche Lebensmittel für die Versorgung der Armee wichtig sind.
1910 war der polnische Biochemiker Casimir Funk zwei Jahre lang in der Abteilung für Biochemie tätig und veröffentlichte 1912 das erste Papier, in dem der Begriff Vitamin für die Ernährungsfaktoren verwendet wurde, die das Auftreten von Skorbut, Beriberi und Pellagra verhindern konnten. Am Institut arbeitete niemand weiter an dem Thema, bis Martin Chick bat, das Thema wieder aufzugreifen.
Chick rekrutierte sofort eine Gruppe von Frauen, um mit ihr zu arbeiten, wobei Tauben zur Untersuchung der antineuritischen Wirksamkeit von Nahrungsmitteln und Meerschweinchen zur Untersuchung der antiskorbutischen Wirksamkeit dienten. Sie kamen zu dem Schluss, dass zur Verhinderung von Beriberi Vollkorngetreide, Hülsenfrüchte, getrocknete Eier und Hefe, jedoch keine Milch oder Käse, eine gute Ergänzung der Armeerationen darstellen würden. Zur Vorbeugung von Skorbut empfahlen sie frisches Fleisch und frisch gekeimte Hülsenfrüchte, wenn frisches Gemüse und Obst nicht verfügbar waren. Ihre Gruppe scheint die erste gewesen zu sein, die den Wert frisch gekeimter Hülsenfrüchte bei Meerschweinchen bestätigt hat. Interessanterweise wurden gekeimte Bohnen infolge ihrer Veröffentlichung 1918 erfolgreich zur Behandlung von an Skorbut leidenden serbischen Soldaten eingesetzt.

### Studien zur Ernährung
1919 leitete sie zusammen mit Elsie Dalyell ein Team, darunter Margaret Hume und Hannah Henderson Smith vom Lister Institute und dem Medical Research Council (Großbritannien), um das Verhältnis von Ernährung zu Knochenerkrankungen bei Kindern in Wien nach dem Krieg zu untersuchen. Sie katalogisierten eine Vielzahl von durch Unterernährung verursachten Krankheiten, darunter Skorbut, Rachitis und Xerophthalmie bei Säuglingen sowie Osteomalazie bei älteren Menschen. Sie entdeckten den Ernährungsfaktor, der Rachitis verursacht, und zeigten, dass fettlösliche Vitamine in Lebertran oder die Exposition gegenüber ultraviolettem Licht Rachitis bei Kindern heilen und verhindern können.
Zusammen mit dem Kinderarzt Clemens von Pirquet und seinen Mitarbeitern an der Kinderklinik der Universität Wien machten Chick und ihr Team in den nächsten Jahren wichtige Entdeckungen im Zusammenhang zwischen Ernährung und Krankheit. Sie konnten nachweisen, dass Rachitis ausschließlich durch Mangelernährung verursacht wurde und dass regelmäßige Einnahme von Lebertran Rachitis verhindert oder deren Auswirkungen heilen konnte. Regelmäßige Exposition gegenüber ultraviolettem Licht, bei Bedarf im Winter durch eine Sonnenlampe wurde auch als eine entscheidende Präventionsmaßnahme entdeckt. Chick sammelte große Mengen klinischer Beweise und argumentierte überzeugend mit den Wiener Ärzten, darunter Professor von Pirquet, der zunächst geglaubt hatte, die Ursache für Rachitis sei eine Infektion. 
Chick kehrte 1922 nach London zurück, um ihre Forschungen am Lister Institute fortzusetzen. Sie wurde zur Leiterin einer neuen Ernährungsabteilung am Lister-Institut ernannt und forschte weiter an Rachitis und zusätzlich an Pellagra. Die Abteilung wurde während des Zweiten Weltkriegs in das Haus des Lister-Direktors Martin in Cambridge verlegt. Zunächst arbeitete sie mit Ratten und untersuchte die Rolle von Vitaminen für die menschliche Gesundheit. Sie entdeckte wichtige Zusammenhänge in Bezug auf die ernährungsphysiologische Rolle von Vitamin B. Ihre Forschungen in diesem Bereich waren von wegweisender Bedeutung. 
Sie war bis 1945 am Lister Institut beschäftigt, danach war sie 25 Jahre lang ehrenamtliche Mitarbeiterin.

## Ehrungen
1918 wurde sie in die Physiological Society gewählt. Von 1918 bis 1945 war sie Sekretärin des Accessory Food Factors Committee of the Medical Research Council. Von 1934 bis 1937 war sie Sekretärin des League of Nations health section committee on the physiological bases of nutrition. 1941 war sie Gründungsmitglied der Nutrition Society, deren Präsidentin sie von 1956 bis 1959 war. Sie wurde 1932 als Commander des Order of the British Empire (CBE) ausgezeichnet und 1949 als Dame Commander des Order of the British Empire (DBE) geadelt. 1960 erhielt sie ein Ehrenstipendium der Royal Society of Medicine.

## Veröffentlichungen (Auswahl)
- 1908: An Investigation of the Laws of Disinfection, The Journal of Hygiene. 8:1 92–158.
- mit Margaret Hume, Marjorie MacFarlane: War on Disease: A History of the Lister Institute. A. Deutsch, London 1971, ISBN 0-23-396220-4
- mit M. Hume, M. Macfarlane: War on disease: a history of the Lister Institute. London: André Deutsch; 1971.
- An investigation of the laws of disinfection. J .Hyg (Lond). 1908; 8:92–158.
- mit J.C. Martin: On the ‘heat coagulation’ of proteins. J Physiol. 1910; 40:404–30.
- mit J.C. Martin: The fleas common on rats in different parts of the world and the readiness with which they bite man. J Hyg (Lond). 1911; 11:122–36.
- mit Charles James Martin 1866–1955. Biogr Mem Fellows R Soc. 1956; 2:173–208.
- mit M.Hume: The distribution among foodstuffs (especially those suitable for the rationing of armies) of the substances required for the prevention of (a) beriberi and (b) scurvy. Trans Soc Trop Med Hyg. 1917; 10:141–78.
- mit E.M.  Hume: The distribution in wheat, rice and maize grains of the substance, the deficiency of which causes polyneuritis in birds and beri-beri in man. Proc R Soc (Lond) Ser B. 1919; 90:44–60.
- mit E.M.  Hume, R.F Skelton: The anti-scorbutic value of cow's milk. Biochem J. 1918;1 2:131–53.
- mit Hume EM,  R.F.Skelton: The relative content of antiscorbutic principle in limes and lemons: an experimental enquiry. Lancet. 1918; 2:735–8.
- mit E.M.  Hume: Note on the importance of accurate and quantitative measurements in experimental work on nutrition and accessory food factors. J Biol Chem. 1919; 39:203–7.
- mit E.M.  Hume: The work of the Accessory Food Factors Committee. Br Med Bull. 1956; 12:5–8.
- mit M.  Rhodes: An investigation of the antiscorbutic value of the raw juices of root vegetables with a view to their adoption as an adjunct to the dietary of infants. Lancet. 1918; 2:774–5.
- mit A.J. Dalyell, E.M.  Hume, Mackay HMM, H. Henderson Smith: The aetiology of rickets in infants: prophylactic and curative observations at the Vienna University Kinderklinik. Lancet. 1922; 2:7–12.
- mit A.J. Dalyell, E.M.  Hume, Mackay HMM, H. Henderson Smith, H. Wimberger: Observations upon the prophylaxis and cure of rickets at the University Kinderklinik, Vienna. Med Res Counc Spec Rept Ser. No. 77. 1923; 19–94.